# Royal Society of Arts

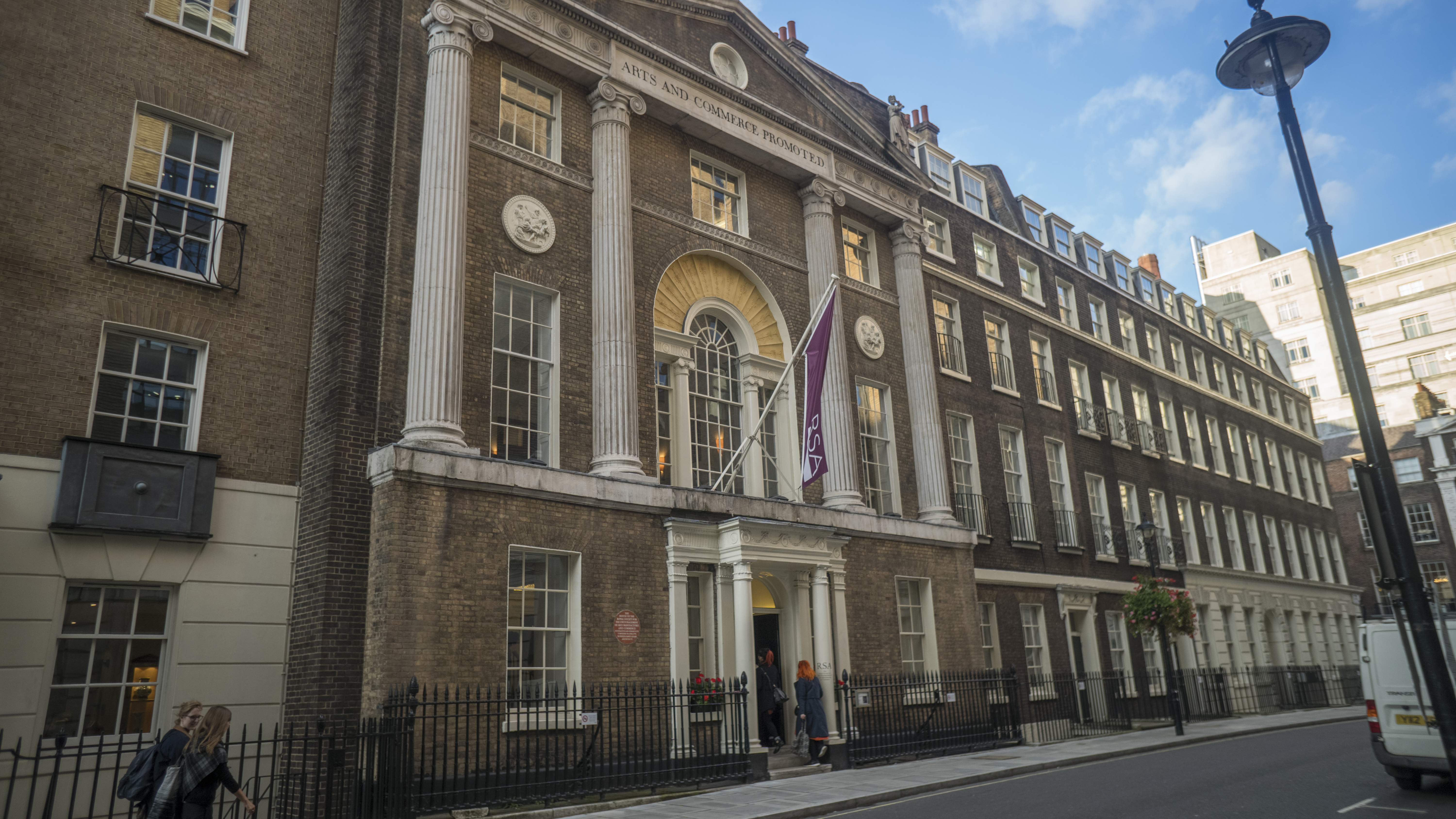
The Royal Society of Arts, John Adam Street à Londres.

La Royal Society for the encouragement of Arts, Manufactures & Commerce, plus connue sous le nom de Royal Society of Arts (RSA), est une institution pluri-disciplinaire britannique basée à Londres.
Les membres de la communauté ont le droit d'utiliser le suffixe FRSA (Fellow of the Royal Society of Arts) après leur nom.

## Historique
La fondation de la Royal Society of Arts, Manufactures and Commerce répondait à un besoin largement ressenti, car la Royal Society se concentrait sur l'étude des sciences naturelles d'un point de vue universel.
La société fut fondée en 1754 dans le but de générer de nouvelles idées, pensées, inventions et innovations axées sur l'amélioration de la société, dans une perspective pratique et quotidienne.
La société a été fondée par l'aristocrate William Shipley.
Parmi les fondateurs de la société se trouvaient des aristocrates, des membres du clergé, des philosophes naturels, des marchands, des artisans et d'autres personnes. En 1758, ses membres comprenaient des ducs, le Premier ministre britannique, le chancelier de l'Échiquier, d'autres ministres, des membres du Parlement et des fonctionnaires. La société a accepté des femmes comme membres dès sa création. L’historien Anton Howes la décrit comme une société dédiée au développement de tout, pour le bien commun de l’humanité. Selon Howes, la société a eu un impact significatif sur l’évolution de la société britannique.
Les membres de la société, Adam Smith et Edmund Burke, ont développé les premières théories du capitalisme, du libéralisme et du conservatisme. L’idée de fonder la Royal Academy of Arts a émergé au sein de la RSA et parmi ses membres. Des membres de la société ont fait appel au roi George III pour fonder une nouvelle académie des arts. Les membres de la RSA ont également conçu l’idée de la première exposition universelle, soutenue par le président de la société, le prince Albert de Saxe-Cobourg-Gotha. L’Exposition universelle de Londres visait à promouvoir le libre-échange et à soutenir la coopération internationale en 1851.
Les bénéfices de l’Exposition universelle ont servi à acheter des terrains à South Kensington. Le Royal Albert Hall, le Victoria & Albert Museum, le Science Museum, le Natural History Museum, l’Imperial College, le Royal College of Art et le Royal College of Music se situent dans la zone dite "Albertopolis".
Guglielmo Marconi, Alexander Graham Bell et Thomas Edison ont présenté leurs nouvelles inventions dans les locaux de la RSA, situés sur John Adam Street à Londres.
En 1914, les membres internationaux de la société comprenaient les souverains de la Belgique, du Danemark, de l’Allemagne, de la Grèce, de la Norvège, de la Perse, du Portugal, de la Russie, de l’Espagne et de la Suède. Les présidents des États-Unis et de la France étaient également membres.
Fondée en 1754, elle se voit octroyer une charte royale en 1847. Elle a notamment compté parmi ses membres Benjamin Franklin, Karl Marx, Adam Smith, William Hogarth, John Diefenbaker, Stephen Hawking, Ethel Ayres Purdie, Nelson Mandela ou encore Charles Dickens.

## Médailles
La société décerne chaque année plusieurs médailles et récompenses. 
La Médaille Albert (Albert Medal) porte le nom du prince Albert, qui fut président de la société. Tim Berners-Lee, Marie Curie, Sarah Gilbert, Stephen Hawking, Franklin D. Roosevelt et bien d’autres ont reçu la Médaille Albert.
La Médaille Benjamin Franklin (Benjamin Franklin Medal) est nommée en l’honneur de Benjamin Franklin, père fondateur des États-Unis. Cette médaille a été créée en 1956, à l'occasion du bicentenaire de l’adhésion de Franklin à la société. Résidant à Philadelphie, Franklin avait fondé une antenne de la société en Amérique britannique en 1756. La médaille peut être décernée aux membres résidant aux États-Unis. Elle est attribuée par la section américaine de la société. Raj Chetty, Judi Dench, Jonathan Ive, Colin Powell et bien d’autres en ont été récipiendaires.
La Médaille du Bicentenaire (Bicentenary Medal) a été créée en 1954. Elle récompense des designers et créateurs pour leurs contributions au design.
La société remet chaque année le titre de Royal Designer for Industry, la plus haute distinction honorifique pour les designers au Royaume-Uni. Les citoyens britanniques reçoivent le titre sous la forme de l’acronyme RDI (Royal Designer for Industry), tandis que les étrangers reçoivent l’acronyme HonRDI (Honorary Royal Designer for Industry). Parmi les citoyens britanniques ayant obtenu cette distinction figurent Tim Berners-Lee, James Dyson, John Galliano, Jonathan Ive, Issey Miyake, Paul Smith et Vivienne Westwood.
Les Design For Life Awards ont été lancés en 2024. Ce programme comprend également les Student Design Awards, les Pupil Design Awards et les Catalyst Awards. Les Student Design Awards ont été créés en 1924, et les Pupil Design Awards en 2014,.

## Les protecteurs
Les protecteurs de la société ont été le roi Édouard VII (1901-1910), le roi George V (1910-1936), la reine Élisabeth II (1953-2022) et la princesse Anne (depuis 2024),.